# West Pier
West Pier (Zahodni pomol) je bil pomol v Brightonu v Angliji. Oblikoval ga je Eugenius Birch, odprt je bil leta 1866 in zaradi dotrajanosti zaprt leta 1975. Pomol je bil prvi uvrščen v I. razred seznama v Veliki Britaniji, vendar je od zaprtja vedno bolj zapuščen.
Pomol je bil zgrajen v obdobju razcveta zabaviščnih pomolov v 1860-ih in je bil zasnovan, da bi pritegnil turizem v Brightonu. Bil je drugi mestni pomol za Kraljevim visečim verižnim pomolom (Royal Suspension Chain Pier) iz leta 1823. Leta 1893 je bil podaljšan, leta 1916 je bila dodana koncertna dvorana. Pomol je v tem času dosegel svoj vrhunec obiska z dvema milijonoma obiskovalcev med letoma 1918 in 1919. Njegova priljubljenost je začela upadati po drugi svetovni vojni, koncerti so bili nadomeščeni s sejmi in čajnicami. Leta 1965 je prevzelo lastništvo lokalno podjetje, vendar ni zmoglo povečanih stroškov vzdrževanja in na koncu moralo v stečaj. Ker jim ni uspelo najti primernega kupca, so pomol leta 1975 zaprli, nato pa je začel propadati.
Zdaj je lastnik pomola West Pier Trust (Ustanova Zahodnega pomola), ki je predlagal različne načrte za njegovo prenovo. Nekaterim programom so nasprotovali lokalni prebivalci in lastniki bližnjega pomola Palace Pier, ki so se bali nelojalne konkurence. V začetku 21. stoletja je pomol počasi propadel. Glavni deli so propadli konec leta 2002, dva požara v marcu in maju 2003 pa sta uničila preostanek, tako da je ostalo le malo od prvotne strukture. Pozneje je organizacija English Heritage (Angleška dediščina) objavila, da ga ni več mogoče popraviti. Leta 2010 so ga začeli rušiti, da bi naredili prostor za opazovalni stolp i360; nadaljnje strukturne poškodbe so povzročile nevihte.

## Zgodovina

### 19. stoletje
West Pier je bil zgrajen v obdobju razcveta zabaviščnih pomolov v 1860-ih, ko je bilo po vsej Veliki Britaniji postavljenih 22 novih pomolov. Arhitekt Eugenius Birch ga je zasnoval kot prostor za obmorske obiskovalce, da bi uživali svež morski zrak.  Nekateri premožni prebivalci v bližini trga Regency so nasprotovali gradnji, se pritoževali, da bo vhodna zgradba pokvarila pogled na morje iz njihovih domov. Ker naj bi pomol dobro vplival na vrednost nepremičnin v mestu, je bil odobren. Gradnja se je začela leta 1863. Pomol je bil za javnost odprt 6. oktobra 1866. 
Pomol je bil dolg 340 m in na zgornjem delu širok 94 m.  Zgrajen je bil iz kovinskih stebrov, vkopanih na morskem dnu.  Kovinsko nadgradnjo je izdelal Robert Laidlaw v "orientalskem" slogu. Ob odprtju je bil pomol opremljen s plinskimi svetilkami z okrasnimi kačjimi oblikami, ki so bile podobne bližnjim v  Kraljevem paviljonu. Pomol je imel okrasne hiše, dve blagajniški hiši in steklene zaslone za zaščito obiskovalcev pred vremenskimi vplivi. New Scientist je poročal o pomolu kot o Birchovi "mojstrovini". 
Leta 1893 je bil pomol podaljšan pod nadzorom Birchovega nečaka Peregrina, ki je dodal paviljon, ki je lahko sprejel 1400 ljudi. Potem ko se je Kraljevi viseči verižni pomol porušil v neurju leta 1896, je bil Zahodni pomol edini na obali Brightona do pomola Palace Pier. 

### 20. stoletje
Aprila 1900 je sedem mornarjev z rušilca HMS Desperate utonilo v slabem vremenu, ko se je približal pomolu. 
Do začetka 20. stoletja je bila prednost dobrega morskega zraka na pomolu nadomeščena z željo po zabavi. Pomol je v začetku 20. stoletja dosegal rekorden obisk, okoli 1,5 milijona obiskovalcev med letoma 1910 in 1911. Udeležba je padla zaradi začetka prve svetovne vojne, a se je nadaljevala po njej z okoli dvema milijonoma obiskovalci med letoma 1918 in 1919.  
Konkurenca novega pomola Palace Pier je prinesla gradnjo nove koncertne dvorane, ki so jo zasnovali lokalni arhitekti Clayton & Black.  Podij iz 19. stoletja je bil porušen med letoma 1914 in 1916. Nadomeščen je bil z osemstransko veliko koncertno dvorano, zgrajeno iz lokov iz litega železa. Odprta je bila 20. aprila 1916 s koncertom kraljeve skupine Royal Rifles, ki so jo sestavljali vojni veterani.
Koncertna dvorana je imela sicer svoj orkester. Prodaja vstopnic za koncerte je leta 1920 pomenila 43 % prihodkov pomola. Pomol so bolj uporabljali domačini, medtem ko je bil pomol Palace Pier bolj za izletnike. Leta 1932 so na krov namestili dodatne objekte. Med drugo svetovno vojno je bil odstranjen osrednji krov pomola, da bi preprečili sovražniku iztovarjanje, in priljubljenost je začela upadati. 26. novembra 1944 je lovec Kraljevskega letalstva Force Hawker Typhoon zadel pomol, ko se je zrušil na plaži. Pilot je dobil hude poškodbe glave. 
V začetku leta 1950 je bila koncertna dvorana spremenjena v čajnico in gledališče preoblikovano v restavracijo.  V približno istem času so dodali sejmišče.  Do leta 1960 je imel pomol hude finančne težave. Leta 1965 ga je kupilo podjetje, ki je imelo v lasti nekaj obalnih hotelov in zabavišč. Imeli so velike načrte, vendar se jim ni uspelo spopasti s povečanjem stroškov vzdrževanja. Nekateri leseni deli in železo pomola so se zrušili na obalo in leta 1970 so ga zaradi varnostnih razlogov zaprli. Pomol je bil leta 1969 uvrščen med zgradbe II. razreda, nato pa je mestni svet zahteval obvezno popravilo, vendar si družba tega ni mogla privoščiti in se je odločila za prostovoljno likvidacijo. Preostali del pomola je bil zaprt leta 1975, ko se Brightonska združba po opravljenem nadzoru Crown Estates Commissioners ni odločila za nakup.

## Obnova
Po letu 1975 je bilo več poskusov obnove pomola. Zagovorniki so se pritožili, da svet bolj zanima razvoj marine v Brightonu. Leta 1982 je pomol ostal edini v Veliki Britaniji, ki je bil uvrščen v I. razred seznama. Da bi ohranili pomol, je bila ustanovljena Ustanova Zahodnega pomola (West Pier Trust), ki ga je leta 1983 kupila od mestnega sveta. Svet je zahteval 800.000 £ za takojšnje popravilo, preden bi ga lahko odprli za javnost. 
Pomol je bil leta 1987 močno poškodovan zaradi velikega neurja, dostop z obale je bil leta 1991 odstranjen zaradi varnostnih razlogov. Ustanova je omogočala redne oglede pomola do leta 1990. Leta 1998 je Državna loterija (National Lottery) obljubila 14 milijonov £ za obnovo pomola, vendar ustanova ni mogla najti primernega partnerja za pomoč pri obnovi. Lastnica pomola, ki je postal finančno samozadosten, je trdila, da je to nelojalna konkurenca. Leta 2001 je English Heritage opredelila pomol kot najbolj tvegan spomenik v Združenem kraljestvu.

## Poslabšanje in poškodbe
Decembra 2002 se je pomol med nevihto delno sesul, ko sta hodnik, ki je povezoval koncertno dvorano, in paviljon padla v morje.  Naslednji mesec se je podrla še koncertna dvorana, tako da je bila celotna struktura blizu popolnega zloma. 
28. marca 2003 je paviljon na ploščadi zajel požar. Gasilci niso mogli rešiti zgradbe pred uničenjem, ker jim ni bil omogočen dostop. Vzrok požara ni bil znan, saj požarni preiskovalci iz varnostnih razlogov niso imeli dostopa do tja,  čeprav se zdi, da je bil to požig.  Še hujši ogenj je bil 11. in 12. maja 2003, ki je uničil večino preostale koncertne dvorane.  23. junija 2004 je močan veter popolnoma uničil pomol. Naslednji mesec je English Heritage razglasila, da pomola ni več mogoče popraviti. 
Kljub tem neuspehom je Ustanova Zahodnega pomola vztrajala pri popolni prenovi. Decembra 2004 je potrdila, da ne bo nadaljevala obnove, ker so njihove načrte zavrnili pri Loterijskem skladu za dediščino (Heritage Lottery Fund). Pomol je bil delno porušen februarja 2010, deloma zato, da bi naredili prostor za načrtovani opazovalni stolp i360. Februarja 2014 je zaradi neurja pomol razpadel na pol in velik del je padel v morje. Valovi so odnesli vzhodno stran poškodovanega kovinskega skeleta, ki je ostal po požaru leta 2003. Del rešenih predmetov je razstavljen v ribiškem muzeju v Brightonu. [28] Nadaljnji del pomola se je zrušil leta 2016. 
Ko je bil končan i360 (British Airways i360 je 162 m visok opazovalni stolp na obali Brightona), se je povečalo zanimanje za gradnjo novega Zahodnega pomola, kjer je bil izvirnik, ki bi s sodobno obliko izražal eleganco izvirnega pomola. Ustanova pomola upa, da bo stal tam do leta 2026 ob 160. obletnici.